# Kapingamarangi

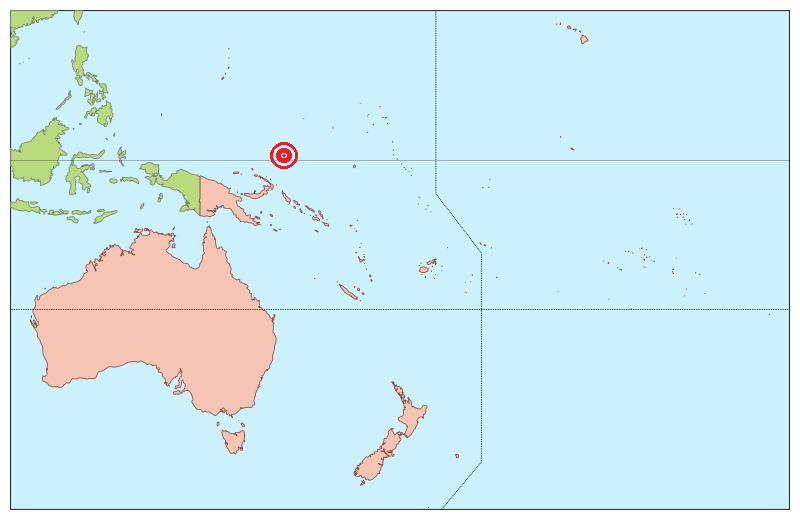
Poloha Kapingamarangi v Tichém oceánu

Kapingamarangi je atol ležící ve státě Pohnpei (Federativní státy Mikronésie). Je nejjižnější částí země, nachází se 300 km jižně od nejbližšího ostrova Nukuoro a 740 km od hlavního města Palikir.
Kapingamarangi je tvořen lagunou o rozloze 74 km2, na pevnou zemi připadá 1,1 km2. Na Kapingamarangi žije okolo 500 obyvatel, ze 33 ostrůvků jsou obydleny pouze Welua, Touhou a Taringa. Ostrované se živí převážně rybolovem, pěstuje se kolokázie jedlá, chlebovník obecný a palma kokosová. Domorodci hovoří kapingamarangštinou, která patří mezi polynéské jazyky.